# District de Xiaonan
Le district de Xiaonan (孝南区 ; pinyin : Xiàonán Qū) est une subdivision administrative de la province du Hubei en Chine. Il est placé sous la juridiction de la ville-préfecture de Xiaogan.